# Franciszek I Bretoński
Franciszek I (ur. 11 maja 1414 w Vannes, zm. 19 lipca 1450 w Château de l'Hermine), książę Bretanii, najstarszy syn księcia Jana VI Mądrego i Jolanty de Valois, córki króla Francji Karola VI Szalonego.
W 1431 w Nantes poślubił Jolantę (13 sierpnia 1412 – 17 lipca 1440), córkę księcia Andegawenii Ludwika II i Jolanty, córki króla Aragonii Jana I Myśliwego. Małżeństwo to nie doczekało się potomstwa.
30 października 1442 w Château d'Auray poślubił Izabelę Stewart (1426–1494), córkę króla Szkocji Jakuba I Stewarta i Joanny Beaufort, córki Jana Beauforta, 1. hrabiego Somerset. Franciszek i Izabela mieli razem dwie córki:
- Małgorzata (1443 – 22 września 1469 w Nantes), żona Franciszka II, księcia Bretanii
- Maria (1444–1506), żona Jana II, wicehrabiego de Rohan

Franciszek został księciem Bretanii po śmierci swego ojca w 1442 r. W 1449 r. brał udział w ostatnich walkach wojny stuletniej w Normandii na czele 6000 ludzi. Zmarł w 1450 r. Bretanię odziedziczył jego młodszy brat, Piotr.